# 15 mai 1980
Le jeudi 15 mai 1980 est le 136e jour de l'année 1980.

## Naissances
- Ahmed Eid Abdel Malek, joueur de football égyptien
- Alina Elizarova, joueuse de volley-ball ukrainienne naturalisée russe
- Ariel X, actrice américaine
- Félicien Kabundi Tshiamalenga, footballeur congolais (RDC)
- Fouzi al-Shehri, joueur de football saoudien
- Josh Beckett, joueur de base-ball américain
- Lina Marulanda (morte le 22 avril 2010), animatrice de télévision et mannequin colombien
- Monika Drybulska, marathonienne polonaise
- Nico Bettge, céiste allemand
- Yvonne Hijgenaar, cycliste néerlandaise
- Zdravko Šaraba, footballeur bosnien

## Décès
- Ian Scott (né le 9 janvier 1915), coureur cycliste britannique
- Joseph Boüessé (né le 16 juillet 1891), personnalité politique française
- Len Lye (né le 5 juillet 1901), écrivain, sculpteur et réalisateur néo-zélandais
- Umberto Scarpelli (né le 25 mai 1904), cinéaste italien

## Événements
- Début du Tour d'Italie 1980